# Junta de Coordinación Revolucionaria
La Junta de Coordinación Revolucionaria (JCR) fue una organización internacionalista sudamericana, que tenía por objeto la colaboración entre distintas organizaciones guerrilleras cualisivas  políticas de Argentina, Chile, Uruguay, Bolivia y Venezuela para impulsar la lucha armada, derrocar dictaduras militares y establecer Estados socialistas en sus respectivos países. Su consolidación se inició en 1972, a partir de reuniones previas datadas desde 1968, fue fundada un mes antes del Golpe de Estado en Chile de 1973 y dada a conocer al público en 1974. Estuvo integrada por el PRT- ERP de Argentina, el Movimiento de Liberación Nacional-Tupamaros (MLN-T) de Uruguay, el Movimiento de Izquierda Revolucionaria (MIR) de Chile y el Ejército de Liberación Nacional (ELN) de Bolivia.
La persecución de importantes integrantes de la Junta llevó a la reunión que dio creación al Plan Cóndor en 1975, convirtiendo a la Junta en uno de sus principales objetivos. Producto del Plan Cóndor, la JCR fue desarticulada en 1976 y terminó desapareciendo en 1979 con sus miembros intentando operar desde México y Europa.

## Historia
La muerte de Iósif Stalin y el XX Congreso del Partido Comunista de la Unión Soviética hizo que hubiera cambios dentro del comunismo internacional. El triunfo de la revolución cubana y la posterior adhesión de Fidel Castro al comunismo hace que las diversas visiones acerca de la forma de expandir el comunismo entren en crisis. Mientras los maoístas apostaban por la guerra popular prolongada, los simpatizantes con la revolución cubana apostaban por la guerra de guerrillas y el foquismo.
Por iniciativa de Salvador Allende se estableció la Organización Latinoamericana de Solidaridad en 1967 para expandir la revolución comunista en Latinoamérica a través de grupos guerrilleros y la lucha armada. Pero la muerte del Che Guevara en Bolivia mientras intentaba implementar la estrategia del foquismo hizo que los grupos guerrilleros buscaran reorganizarse para reactivar la lucha armada. Los grupos guerrilleros consideraban el Mensaje a los pueblos del mundo del Che Guevara como un "testamento político" que debían poner en marcha.
   

Desde 1968 existía una incipiente colaboración entre las organizaciones guerrilleras y hasta 1971 tuvieron lugar reiteradas reuniones entre sus dirigentes en las ciudades de La Paz, Montevideo, Buenos Aires y Santiago de Chile. Sin embargo, en noviembre de 1972 se realiza una reunión en Santiago de Chile, en la que participan la Comisión Política del MIR, tres miembros del Buró Político del PRT, y tres integrantes de la Dirección Nacional del MLN-Tupamaros, y donde quedan sentadas las bases de la necesidad de construir una nueva organización internacionalista en el cono sur con el objetivo de: 
Unir a la vanguardia revolucionaria que ha emprendido con decisión el camino de la lucha armada contra la dominación imperialista, por la implantación del socialismo, es un imperativo de la hora. Para abrir a los pueblos latinoamericanos el camino de la victoria en la senda emprendida por la gloriosa Revolución Cubana, frente a un enemigo bárbaro, el imperialismo yanqui, y ante la actividad diversionista del populismo y del reformismo. 
Además, se aprueban otras resoluciones como ser la preparación de un proyecto de declaración conjunta, un proyecto para la edición de una revista política, la organización de escuelas de cuadros conjuntas, etc. En 1973 se incorporará el Ejército de Liberación Nacional de Bolivia. 
Antes del golpe de Estado en Chile, estos grupos enviaban a sus cuadros al Cajón del Maipo para recibir entrenamiento militar e ideológico siendo la mayoría de los instructores Tupamaros. Luego del golpe de Estado de Pinochet, la oficina central de la Junta de Coordinación Revolucionaria fue trasladada a Argentina. El 1 de noviembre de 1974 se oficializa la existencia de la Junta de Coordinación Revolucionaria (JCR), a través de un comunicado en la revista Che Guevara (publicación de la JCR).
En 1975 la JCR. instaló una fábrica de armamento y explosivos clandestina en la provincia de Buenos Aires, pero fue rápidamente desbaratada por el Ejército. 
En mayo de 1975, Jorge Fuentes, miembro del MIR, junto a Amilcar Santucho, miembro del PRT- ERP, fueron detenidos por los servicios paraguayos mientras intentaban cruzar de Argentina a Paraguay para contactar a militantes locales de la JCR. Esto motivó a la creación e implementación del Plan Cóndor. 
Producto de la implementación del Plan Cóndor, la JCR fue desarticulada junto a las organizaciones que la constituían hacia mediados de 1976. A finales de 1976, los integrantes de la JCR argumentaban que sus movimientos habían sido derrotados en el Cono Sur. El MIR empezó a reorganizarse en Cuba dejando en un segundo plano la JCR. En 1977, la JCR lanzó su Manifiesto titulado "Por la unidad de todas las fuerzas obreras populares, democráticas y antiimperialistas en la lucha contra la reacción militar y el imperialismo". A finales de 1977, la JCR movilizó su secretariado ejecutivo de Europa a México. Para 1979, la JCR intentaba operar desde México y Europa con sus miembros en el exilio.

## Miembros
| Nombre                                      | País      | Afiliación     |
| ------------------------------------------- | --------- | -------------- |
| Ejército Revolucionario del Pueblo          | Argentina | agosto de 1973 |
| Movimiento de Izquierda Revolucionaria      | Chile     | agosto de 1973 |
| Movimiento de Liberación Nacional-Tupamaros | Uruguay   | agosto de 1973 |
| Ejército de Liberación Nacional             | Bolivia   | agosto de 1973 |